# Lily Elsie
Lily Elsie, pseudonimo di Elsie Hodder (Armley, 8 aprile 1886 – Londra, 16 dicembre 1962), è stata un'attrice teatrale e cantante britannica molto popolare in epoca edoardiana, ricordata ancor oggi per essere stata la prima interprete della versione inglese dell'operetta Die lustige Witwe di Franz Lehár.
Cominciò a recitare da bambina nel 1890. Costruì la sua reputazione con una serie di commedie musicali di successo fino alla trionfale accoglienza della sua interpretazione di Hanna Glavari in La vedova allegra nel 1907. In seguito, fu protagonista di numerose operette e musical. Ammirata per la sua bellezza e il suo fascino, Elsie fu una delle donne più fotografate dell'epoca edoardiana.

## Biografia
Nata l'8 aprile 1886 ad Armley, nel distretto di Leeds nello Yorkshire, era figlia di una sarta, Charlotte Elizabeth Hodder (1864–1922). Sul certificato di nascita non appare il nome del padre. Charlotte sposò nel 1891 l'impresario teatrale William Thomas Cotton e la bambina assunse il cognome del patrigno. La famiglia Cotton, che viveva a Manchester, lavorava in teatro; il fratello di William, Wilfred Cotton, era sposato con l'attrice Ada Reeve.

### Attrice bambina
Elsie, fin da bambina, diventò una piccola star del music hall e degli spettacoli di varietà, conosciuta con il nome di Little Elsie. Tuttavia, era nota la sua timidezza che si portò dietro anche da adulta.
Negli anni 1895-1896, apparve in concerti e pantomime a Salford. Nel 1896, interpretò il ruolo della principessa Mirza in The Arabian Nights al Queen's Theatre di Manchester. Aveva appena dieci anni, quando le fu affidato il ruolo principale in Little Red Riding Hood; lo spettacolo restò in scena per sei settimane e poi fu portato in tour per altre sei settimane.
La sua prima apparizione sulla scena londinese fu nel 1898 al Sara Lane's Britannia Theatre nello spettacolo King Klondike, dove lei era Aerielle, lo spirito dell'aria.
Elsie continuò la sua carriera di attrice e di cantante, girando con le compagnie che la portarono a recitare in provincia e in città. Nel 1900, adottò il nome d'arte di Lily Elsie. 
Nel 1902, entrò a far parte come chorus girl nella compagnia di George Edwardes al Daly's Theatre di Londra e iniziò una brillante carriera nel teatro musicale.
Nel settembre  1902 si esibisce in Three Little Maids di Paul Rubens al Prince of Wales Theatre di Londra, il 5 ottobre 1903 in A Chinese Honeymoon di Howard Talbot al Royal Strand Theatre di Londra, Lady Madcap di Rubens ed il 14 maggio 1904 in The Cingalee di Lionel Monckton con Hayden Coffin al Daly's Theatre.
Il 13 gennaio 1906 è nel cast della prima assoluta di The Little Cherub di Ivan Caryll con Zena Dare al Prince of Wales Theatre dove il 5 maggio partecipa alla prima del rifacimento come The Girl on the Stage ed il 20 giugno alla prima assoluta di See, See di Sidney Jones.
Il 29 settembre successivo partecipa alla prima assoluta di The New Aladdin di Caryll e Monckton con Gaby Deslys al Gaiety Theatre (Londra).
Dal 1900 al 1906, apparve in quattordici spettacoli.

### Gli anni della celebrità
Il grande successo per Lily Elsie arrivò con The Merry Widow, la versione inglese dell'operetta Die lustige Witwe di Franz Lehár. Edwardes volle portarla a vedere l'operetta originale a Berlino, ma Lily all'inizio era titubante riguardo alla parte, obiettando che la sua voce era troppo leggera per il ruolo. L'impresario però riuscì a convincerla e prese come maestra di stile la nota Lucile, designer e creatrice di moda che avrebbe disegnato i costumi dello spettacolo. Lucile, che si firmava anche Lady Duff Gordon, vestiva le signore dell'alta società e le più note attrici ed era considerata un arbitro del buon gusto. Su Lily Elsie, più tardi avrebbe scritto: "Ho subito capito che qui c'era una ragazza fornita sia di bellezza che di intelligenza, ma che non sapeva sfruttare le sue doti. Era così timida e diffidente che un altro impresario, meno sagace di Edwardes, non avrebbe visto in lei che una delle tante ballerine di fila".
La produzione, con il libretto in inglese di Adrian Ross, debuttò nel giugno 1907 ed ebbe 778 repliche al Daly's Theatre per poi partire in tournée nell'agosto 1908. Lo spettacolo ebbe un enorme successo e fece di Elsie una diva. I costumi disegnati da Lucile fecero sensazione e i cappelli piumati diventarono una mania alla moda.
Dopo The Merry Widow, Elsie apparve in altri sedici spettacoli tra cui, nel 1909, The Dollar Princess di Leo Fall con Gladys Cooper nella prima assoluta il 25 settembre al Daly's Theatre, ricoprì il ruolo di Franzi in A Waltz Dream di Oscar Straus nel 1911 e quelli di m.me Michu in The Little Michus di André Messager con Willie Edouin ed Adeline Genée e di Angela in The Count of Luxembourg alla presenza di re Giorgio V del Regno Unito e della regina Mary di Teck. 
Elsie lasciò il cast di quest'ultima operetta per sposarsi.

### Matrimonio

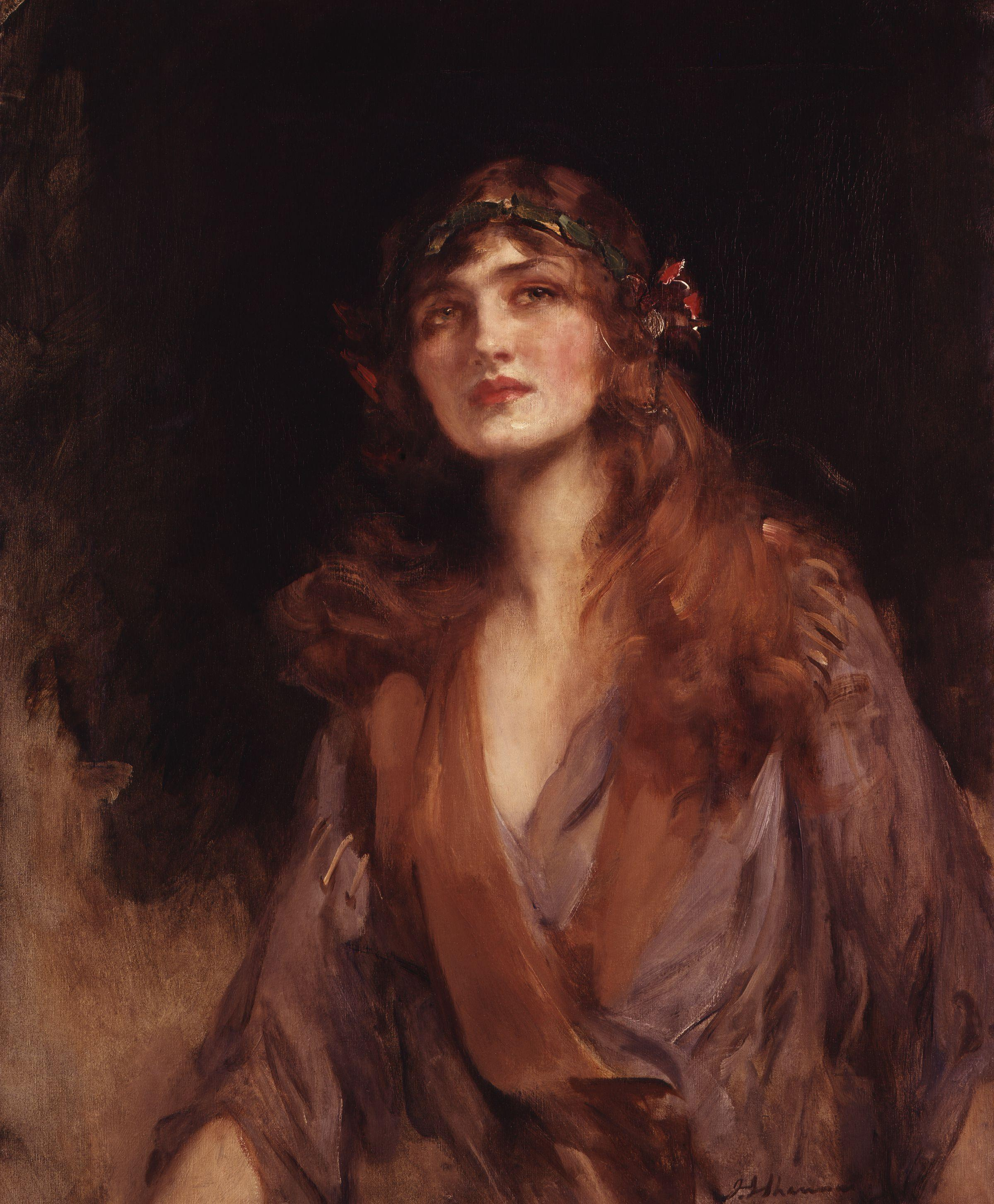
Mrs Bullough - Ritratto di James Jebusa Shannon (1916)

Nel 1911, Lily Elsie sposò Ian Bullough, figlio di un industriale manifatturiero del Lancashire. Le nozze furono celebrate in gran pompa a Londra, alla All Saints Church a Ennismore Gardens il 7 novembre e, quindi, la coppia partì per la luna di miele a Parigi. Ma il matrimonio non si rivelò felice: Bullough aveva seri problemi con l'alcool, Elsie soffriva di svariati malanni, era anemica e subì più di un'operazione. Anche se il matrimonio durò quasi vent'anni, dopo fasi alterne e alcuni periodi di separazione della coppia, l'unione si concluse nel 1930 con un divorzio.

### Ultimi anni e morte
Bullough aveva sempre voluto che la moglie si ritirasse dalle scene. Elsie continuò la sua carriera in maniera discontinua. Nel 1920, andò a vivere con il marito in campagna, nel villaggio di Redmarley D'Abitot nel Forest of Dean (distretto) del Gloucestershire, dedicandosi alla vita sociale, agli eventi e alla caccia alla volpe. Nel 1927, tornò al teatro. Il suo ultimo spettacolo prima di ritirarsi fu una commedia di Ivor Novello, The Truth Game.
Dopo il divorzio, la salute dell'attrice si deteriorò. Divenne ipocondriaca e passò molti anni in cliniche e case di cura svizzere. Subì un'operazione al cervello che pare migliorasse le sue condizioni. Passò i suoi ultimi anni ricoverata al St. Andrew's Hospital di Londra dove morì il 16 dicembre 1962, a 76 anni. Venne cremata al Golders Green Crematorium.

## Filmografia
- Comradeship, regia di Maurice Elvey (1919)